# Hide BEST 〜PSYCHOMMUNITY〜
『hide BEST 〜PSYCHOMMUNITY〜』（ヒデ・ベスト サイコミュニティ）は、日本のミュージシャンhideの1枚目のベスト・アルバムである。2000年3月2日発売。発売元はユニバーサルミュージック。

## 概要
- シングル曲を中心に収録されているが、「50%&50%」以外すべて『HIDE YOUR FACE』、『PSYENCE』、『Ja,Zoo』に収録されているアルバムバージョンである。
- 「LEMONed I Scream」と「Hi-Ho」には新しいイントロが追加されたが、「Hi-Ho」はすごく短く、I.N.A.曰く「1ピコぐらい」の長さとのこと[3]。また、I.N.Aの意向で、hideが生前に某雑誌上で語った言葉を尊重した為、hide不在で作られた「HURRY GO ROUND」「hide with Spread Beaver版のTELL ME」は収録されていない[3]。
- 初回プレス分のみスリーブケースと48Pスペシャルブックレットが封入された。
- 全曲リマスタリングが施されている。エンジニアは小泉由香。
- HDCD対応（帯に記載）
- ジャケ写は、ハワイの海で撮影されたものである。

## 収録曲
| 全編曲: hide。 |                           |           |           |       |
| #              | タイトル                  | 作詞      | 作曲      | 時間  |
| 1.             | 「ROCKET DIVE」           | hide      | hide      | 3:40  |
| 2.             | 「DICE」                  | hide      | hide      | 3:02  |
| 3.             | 「限界破裂」              | hide      | hide      | 4:41  |
| 4.             | 「50%&50%」               | 森雪之丞  | hide      | 4:41  |
| 5.             | 「EYES LOVE YOU」         | 森雪之丞  | hide      | 5:56  |
| 6.             | 「FLAME」                 | hide      | hide      | 5:18  |
| 7.             | 「ピンク スパイダー」     | hide      | hide      | 3:41  |
| 8.             | 「LEMONed I Scream」      | hide      | hide      | 3:04  |
| 9.             | 「Hi-Ho」                 | hide      | hide      | 5:49  |
| 10.            | 「Beauty & Stupid」       | hide      | hide      | 4:05  |
| 11.            | 「DOUBT」                 | hide      | hide      | 4:42  |
| 12.            | 「GOOD BYE」              | hide      | hide      | 3:57  |
| 13.            | 「ever free」             | hide      | hide      | 3:37  |
| 14.            | 「D.O.D. [DRINK OR DIE]」 | hide      | hide      | 2:16  |
| 15.            | 「POSE」                  | hide      | hide      | 4:54  |
| 16.            | 「TELL ME」               | hide      | hide      | 4:43  |
| 17.            | 「BREEDING」              | hide      | hide      | 4:59  |
| 18.            | 「MISERY」                | hide      | hide      | 5:08  |
| 合計時間:      | 合計時間:                 | 合計時間: | 合計時間: | 78:13 |

## 楽曲解説
1. ROCKET DIVE
  - 8thシングル
2. DICE
  - 3rdシングル
3. 限界破裂
  - アルバム『PSYENCE』収録
4. 50%&50%
  - 2ndシングル。シングルバージョンで収録。
5. EYES LOVE YOU
  - 1stシングル。『HIDE YOUR FACE』収録の[T.T.VERSION]で収録されたが、アウトロがシングル版と同様、フェードアウトするように編集された。
6. FLAME
  - アルバム『PSYENCE』収録
7. ピンク スパイダー
  - 9thシングル
8. LEMONed I Scream
  - シングル「MISERY」のカップリング曲。『PSYENCE』収録の(CHOCO-CHIP version)をベースにイントロを変更したもの。次曲とわずかに繋がっている。
9. Hi-Ho
  - 7thシングル。『PSYENCE』収録のバージョンのイントロを変更したもの。
10. Beauty & Stupid
  - 6thシングル
11. DOUBT
  - シングル「50%&50%」収録。『HIDE YOUR FACE』収録の[REMIX VERSION]だが、シングル版に近いアレンジを施しての収録となった(イントロとアウトロがカットされた、等[3])。
12. GOOD BYE
  - 7thシングル
13. ever free
  - 10thシングル。アウトロが次曲に繋げられている。
14. D.O.D. [DRINK OR DIE]
  - アルバム『HIDE YOUR FACE』収録
15. POSE
  - アルバム『PSYENCE』収録
16. TELL ME
  - 4thシングル
17. BREEDING
  - アルバム『Ja,Zoo』収録
18. MISERY
  - 5thシングル。『PSYENCE』収録の(remix version)で収録。